# Palenciana
Palenciana és un municipi de la província de Còrdova a la comunitat autònoma d'Andalusia, a la comarca de la Subbética cordovesa.

## Història
L'origen de Palenciana prové de la colonització ibera, cosa que està provada per les restes dels jaciments arqueològics del Cerro de los Toros.
El 1548 l'emperador Carles V del Sacre Imperi Romanogermànic va vendre en conjunt, Benamejí i Palenciana al regidor de Burgos, D. Diego de Bernuy, va fundar el marquesat de Benamejí.
La vil·la va formar part de Benamejí fins a l'any 1834, any en es realitza la segregació administrativa que va posar fi a les rivalitats de la dependència Palenciana rep aquest nom, ja que els seus fundadors eren uns palentins de l'època de la reconquista.

## Demografia
| 1996  | 1998  | 1999  | 2000  | 2001  | 2002  | 2003  | 2004  | 2005  | 2006  |
| ----- | ----- | ----- | ----- | ----- | ----- | ----- | ----- | ----- | ----- |
| 1.563 | 1.560 | 1.569 | 1.571 | 1.572 | 1.584 | 1.567 | 1.565 | 1.579 | 1.584 |

## Monuments i llocs d'interès
- Església de San Miguel
- Font de los Ciélagos